# 1691
1691 је била проста година.

## Догађаји

### Август
- 19. август — Аустријанци под командом Лудвига Баденског потукли су Турке код Сланкамена и нанели им тешке губитке.

### Непознати датуми
- Патријарх српски Калиник I је изабран за архиепископа пећког и патријарха српског.

## Рођења

### Јун
- 17. јун — Ђовани Паоло Панини или Панини (итал. Giovanni Paolo Pannini, †21. октобар 1765.) је био италијански сликар и архитекта.